# 最後の審判 (ファン・デル・ウェイデンの絵画)
『最後の審判』（さいごのしんぱん、蘭: Het laatste oordeel、仏: Le Jugement dernier）は初期フランドル派の画家ロヒール・ファン・デル・ウェイデンが1415年から1450年ごろに描いた多翼祭壇画。オーク板に油彩で描かれた作品だが、後年になってからキャンバスへと移植されたパネルもある。フランスのボーヌにあるオテル・デューのギャラリーが所蔵している。
新約聖書に記された最後の審判を表現した作品で、中央パネルのもっとも高い位置にはキリストが描かれ、その左側には剣、右側には聖母の百合が描かれている。左側の聖母の百合の下方には『マタイによる福音書』25:34の「そのとき、王は右にいる人々に言うであろう、『わたしの父に祝福された人たちよ、さあ、世の初めからあなたがたのために用意されている御国を受けつぎなさい。 venite benedicti Patris mei possidete paratum vobis regnum a constitutione mundi」が白色の文字で書かれている。右側の剣の下部には同じく『マタイによる福音書』25:41の「それから、左にいる人々にも言うであろう、『のろわれた者どもよ、わたしを離れて、悪魔とその使たちとのために用意されている永遠の火にはいってしまえ。 discedite a me maledicti in ignem aeternum qui paratus est diabolo et angelis eius」が黒色の文字で書かれている。どちらもキリストの羊と山羊のたとえ話からの引用となっている。
ほかの芸術家による「最後の晩餐」と同じように、様々な寓意が使用されている作品となっている。魂の公正さを量る天秤を持つ大天使ミカエルの姿が中央パネルに描かれている。ミカエルの足元には墓場から蘇る死者の群れが描かれ、最左翼の天国へと導かれる人々と、最右翼の地獄へと追いやられる人々とが表現されている。最左翼の天国は大聖堂へと通じる明るい光に彩られた門として描かれ、そちらへと向かう人々は祈りを捧げながら、穏やかな様子で天使が見守る門へと歩んでいる。一方、最右翼の地獄は燃えさかる闇として描かれ、永遠に呪われたものたちが叫び、嘆きながら転げ落ちている。
翼部分には聖母マリア、洗礼者ヨハネ、12名の預言者たちが描かれているが、その他に描かれている聖人の特定に関しては定説を見ていない。

## ギャラリー

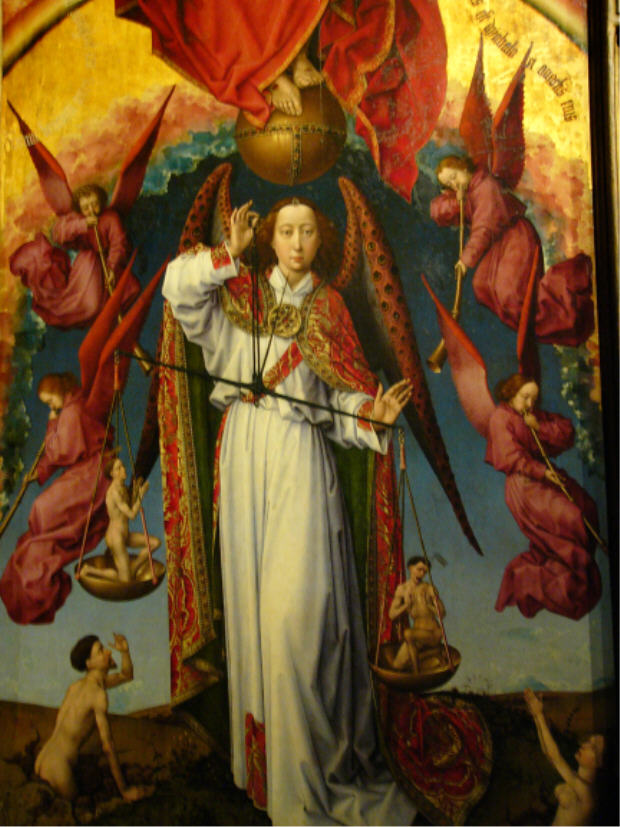
中央パネルの魂を量る大天使ミカエル。
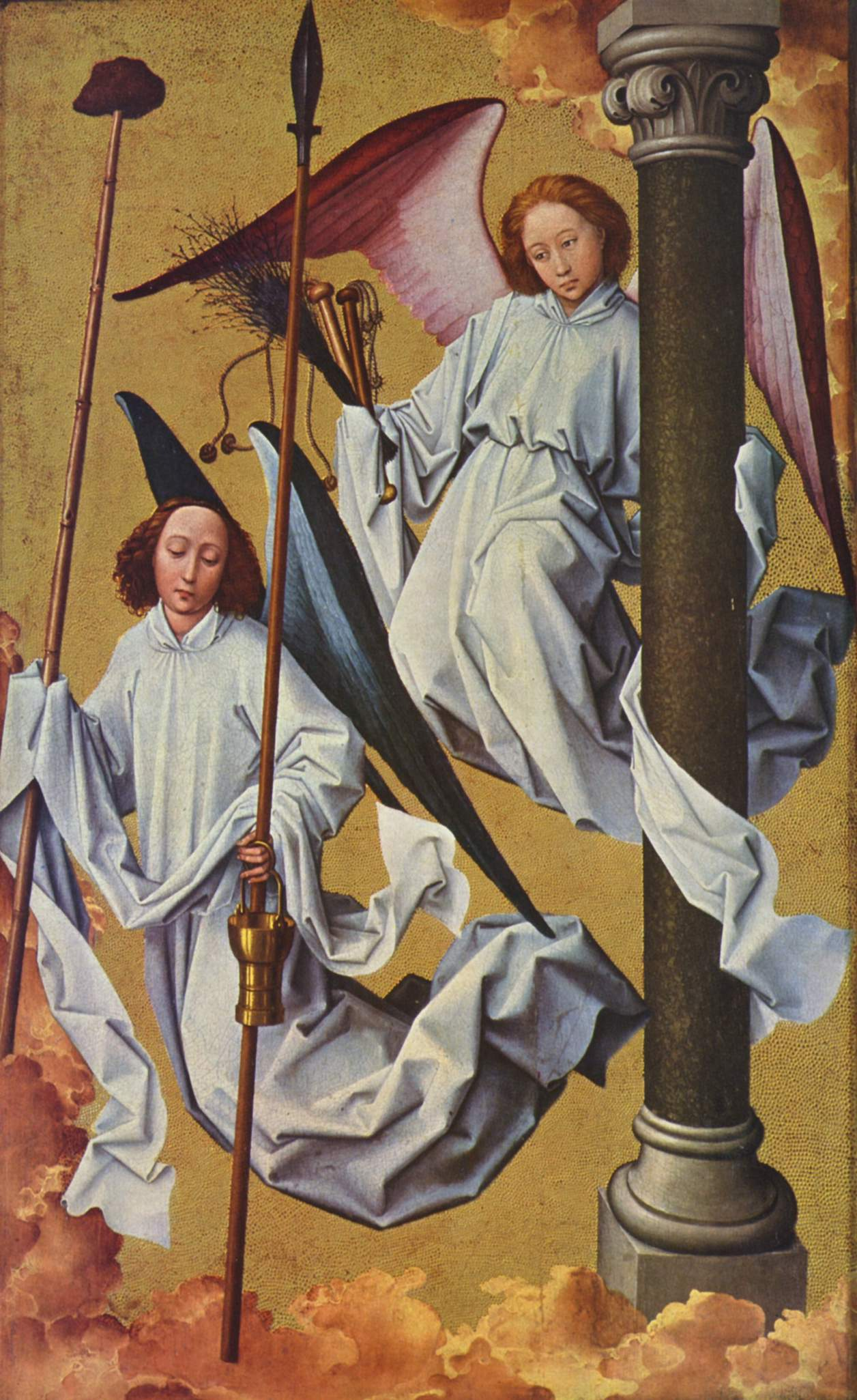
キリストが縛り付けられ、鞭打たれた円柱を運ぶ二人の天使。
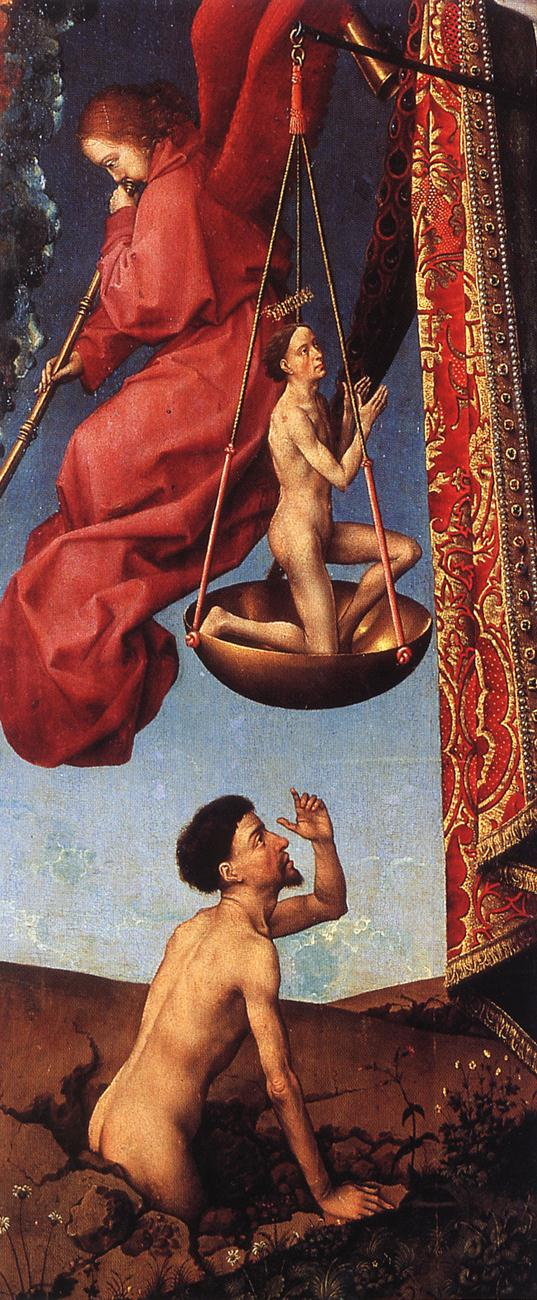
墓から蘇る死者。
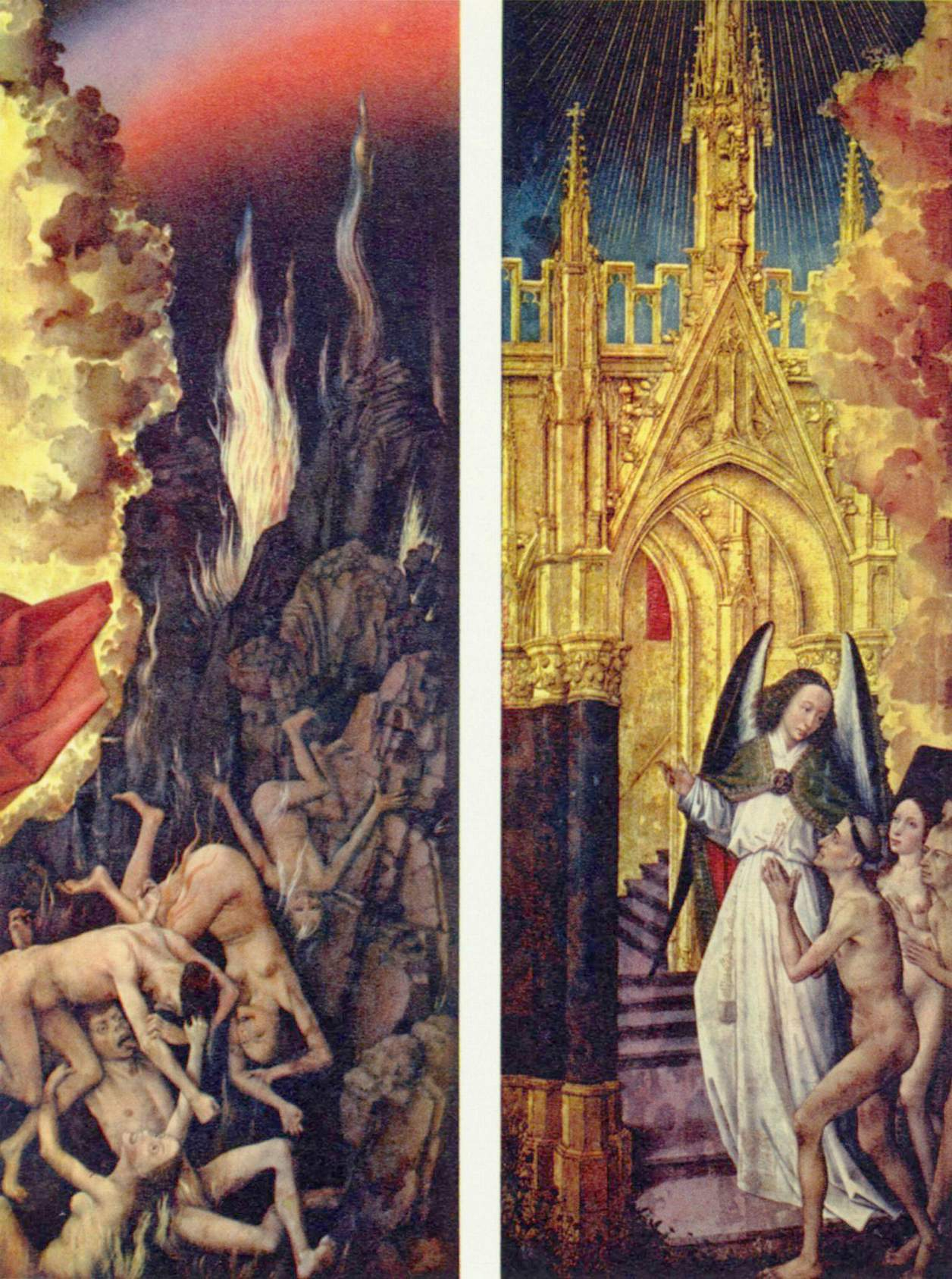
天罰と救済。